# 후출인
후출인(우크라이나어: Гуцули, 폴란드어: Huculi, Hucułowie, 루마니아어: huțuli)은 서부 우크라이나와 루마니아 일부 지역(부코비나, 마라무레슈 등)에 걸친 고지대에 주로 사는 민족이다. 후출인은 행정적으로 우크라이나인의 하위 분류로 지정되기도 하며, 넓은 의미의 우크라이나인을 구성하는 민족 중 하나로 간주되나 간혹 루신인의 한 집단으로 분류되는 경우도 있다.

## 기원
후출이라는 민족명의 유래는 명확하지 않으나, 루마니아어에서 "도적"(hoțul) 또는 슬라브어에서 "유목민"(우크라이나어 kochovyk)를 의미하는 말에서 온 것으로 추정된다. 이는 그들 특유의 반유목민 생활 양식을 가리키는 것이거나, 몽골의 침략 이후 산지로 대피한 주민임을 가리키는 뜻일 수 있다.
후출인이 거주하는 일대는 루신인의 일파인 보이코스족이 사는 지역과 루마니아령 카르파티아산맥 사이에 있으며, 기원에 관해 다양한 학설이 있으나 사실은 루신인들처럼 다양한 민족적 기원을 가질 가능성이 높다. 기원으로는 이 지역에 살던 백크로아트족, 티베르치족, 혹은 페네체그인의 압력을 피해 남부크강에서 도망 온 울리치족 등이 있을 수 있다. 트란실바니아에서 이주한 블라흐인과의 관계도 지적된다.

## 문화

### 언어
우크라이나어 서부 방언의 일종인 후출 방언을 쓴다.

## 사진

과거 역사적 후출인 사진들
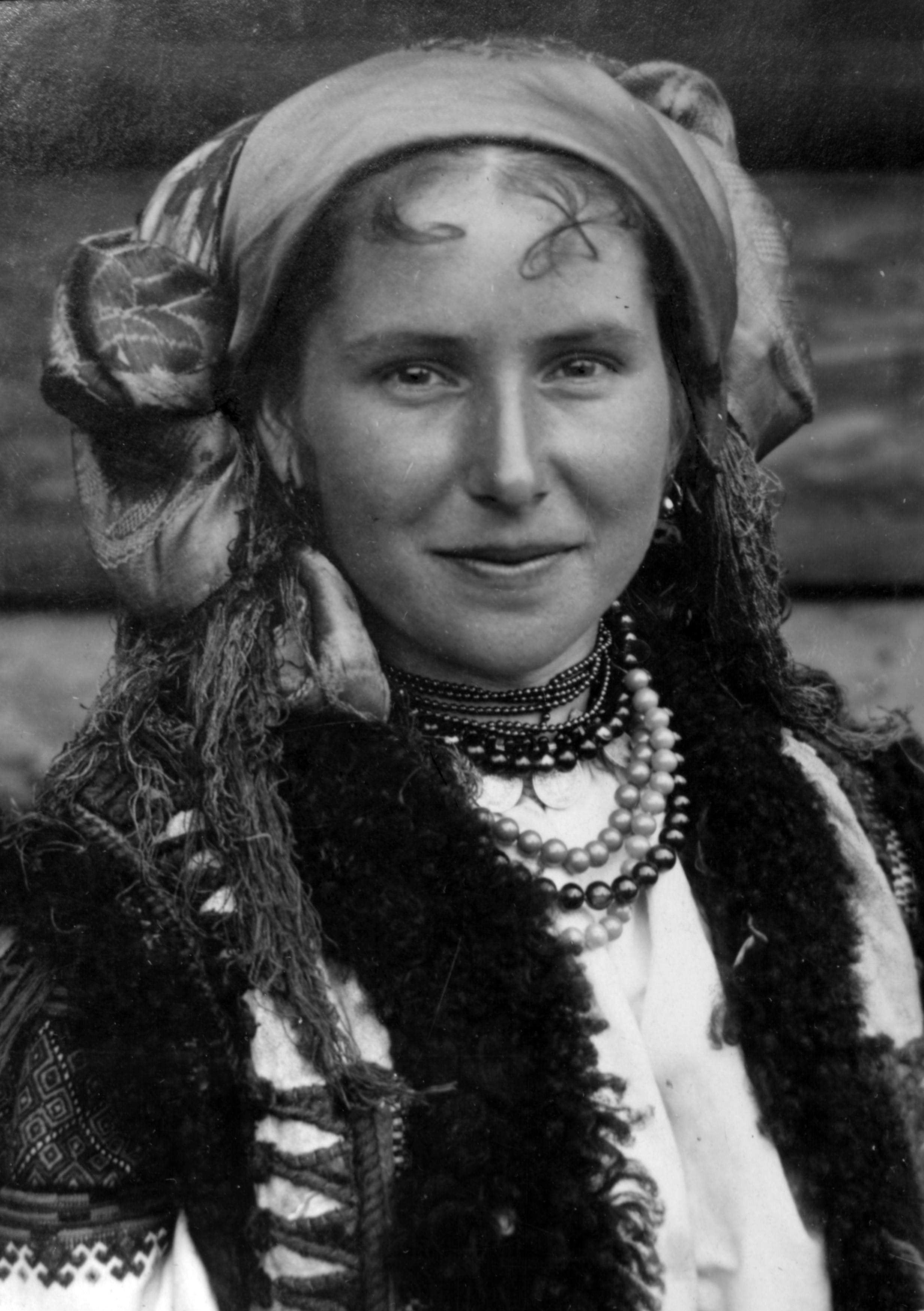
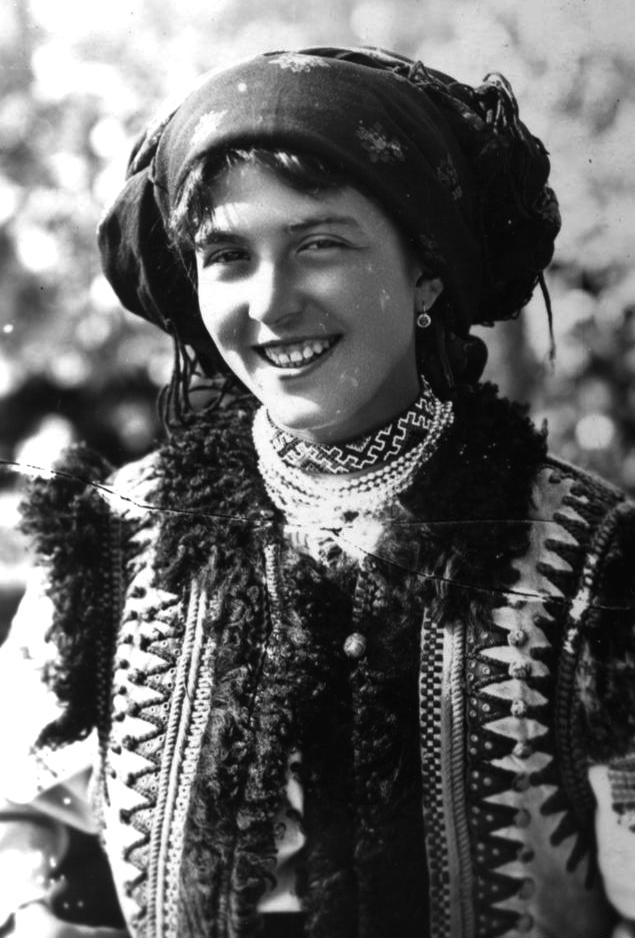
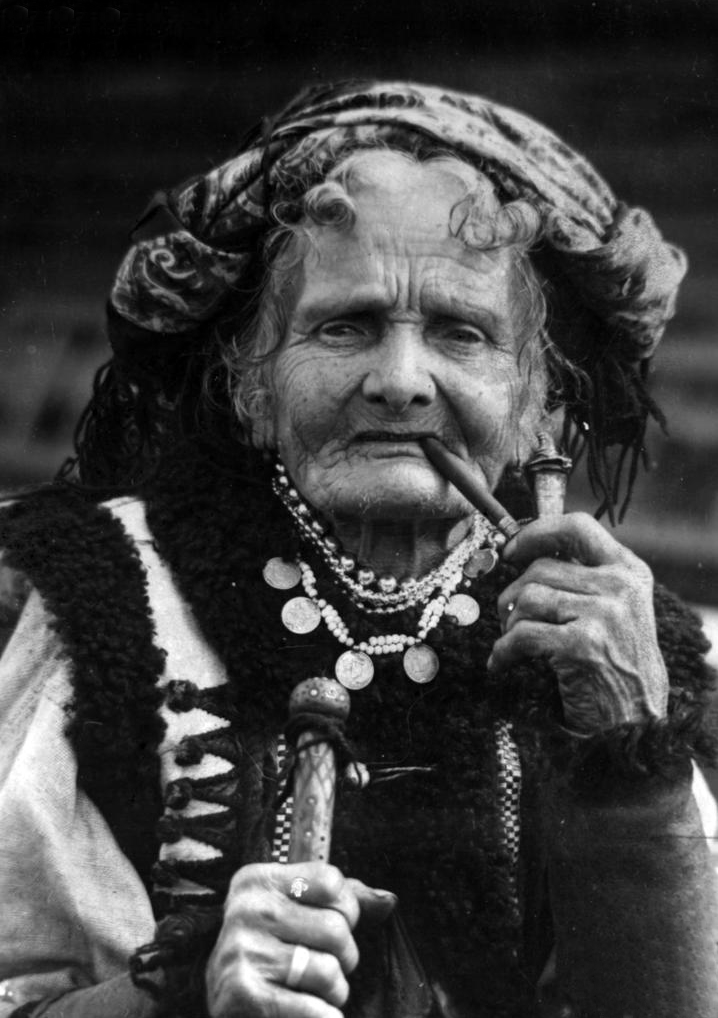
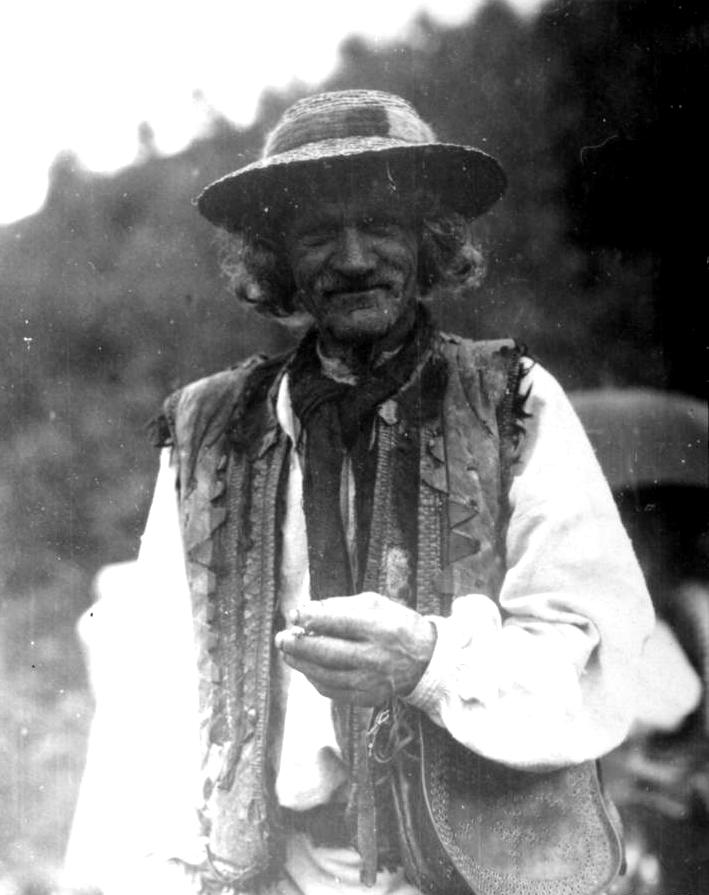
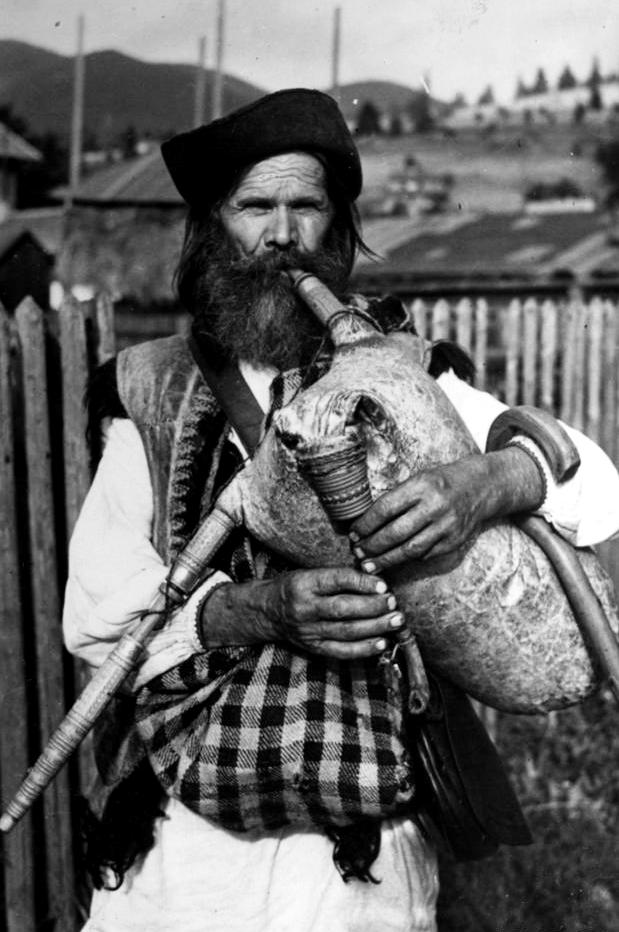
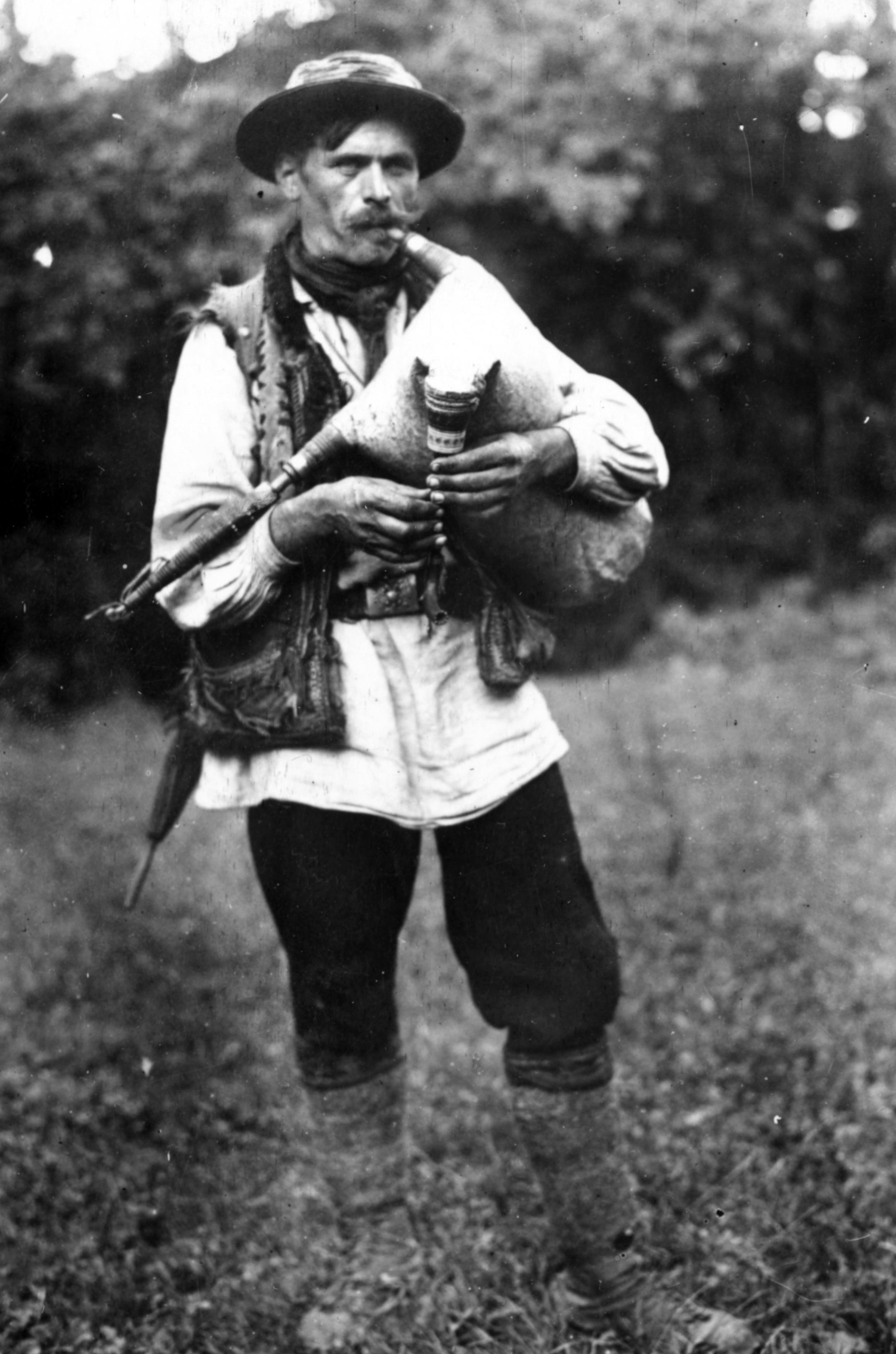
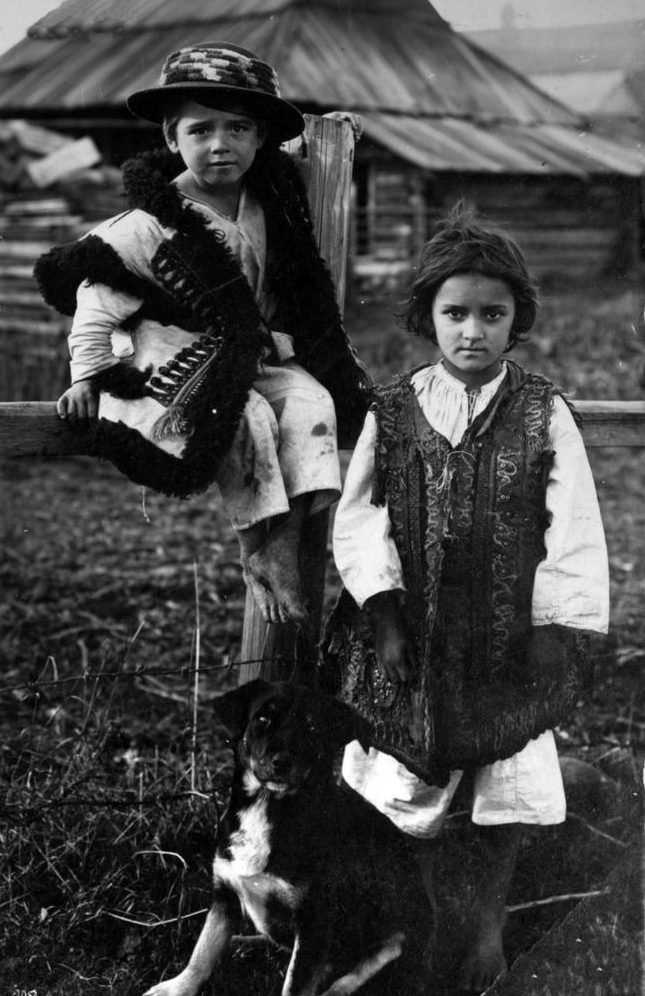
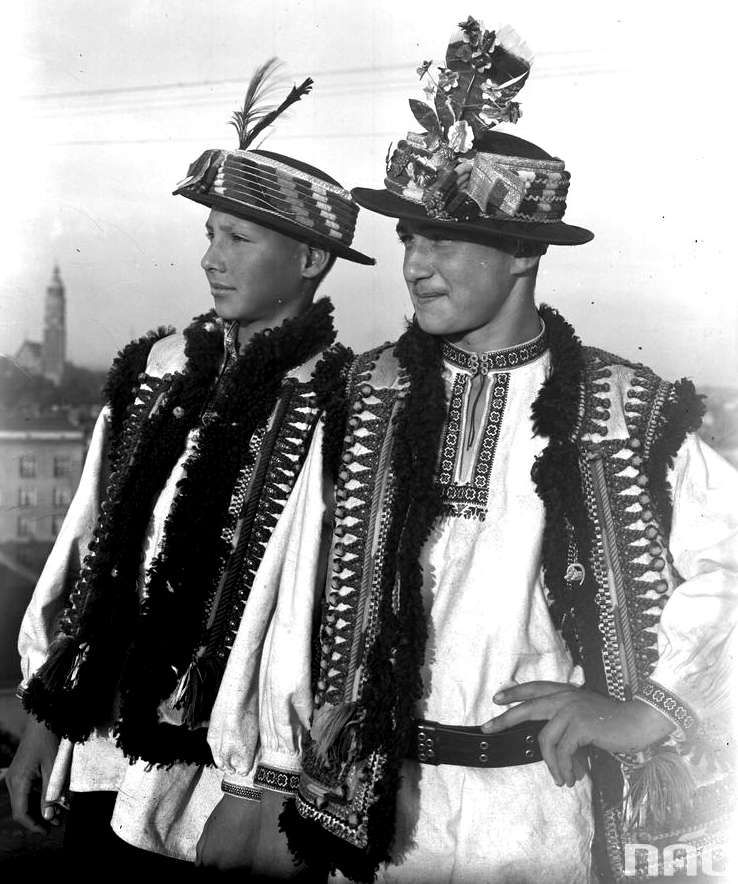
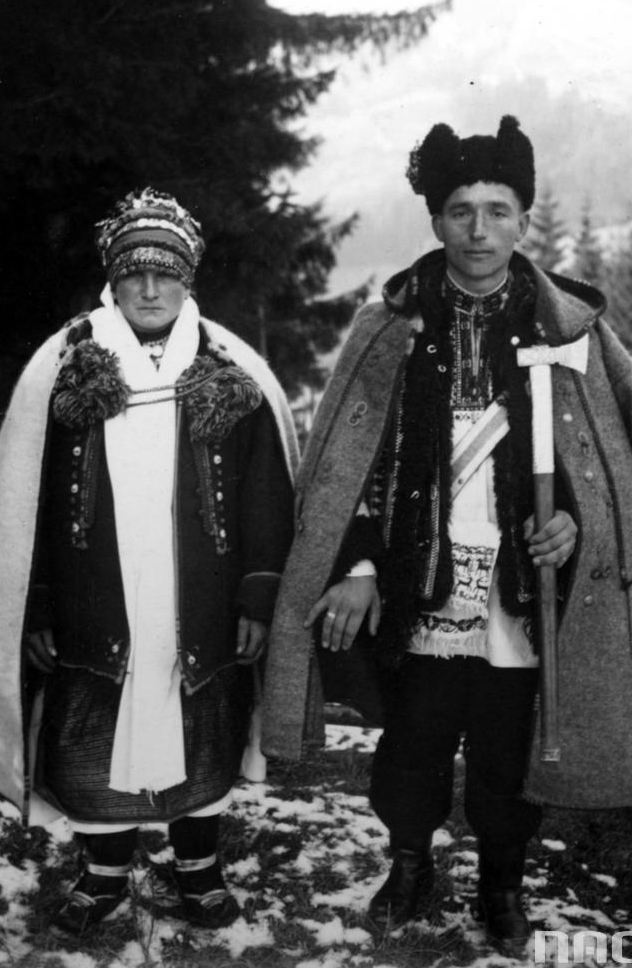
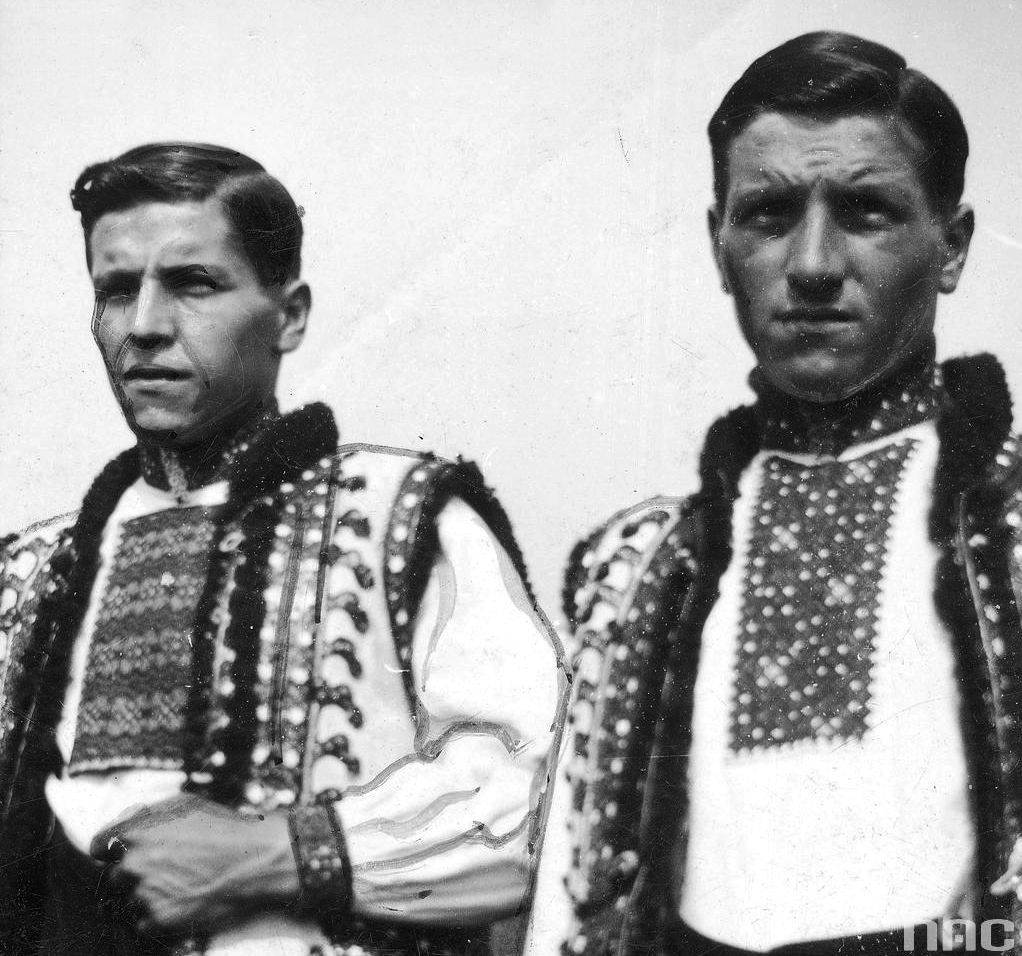
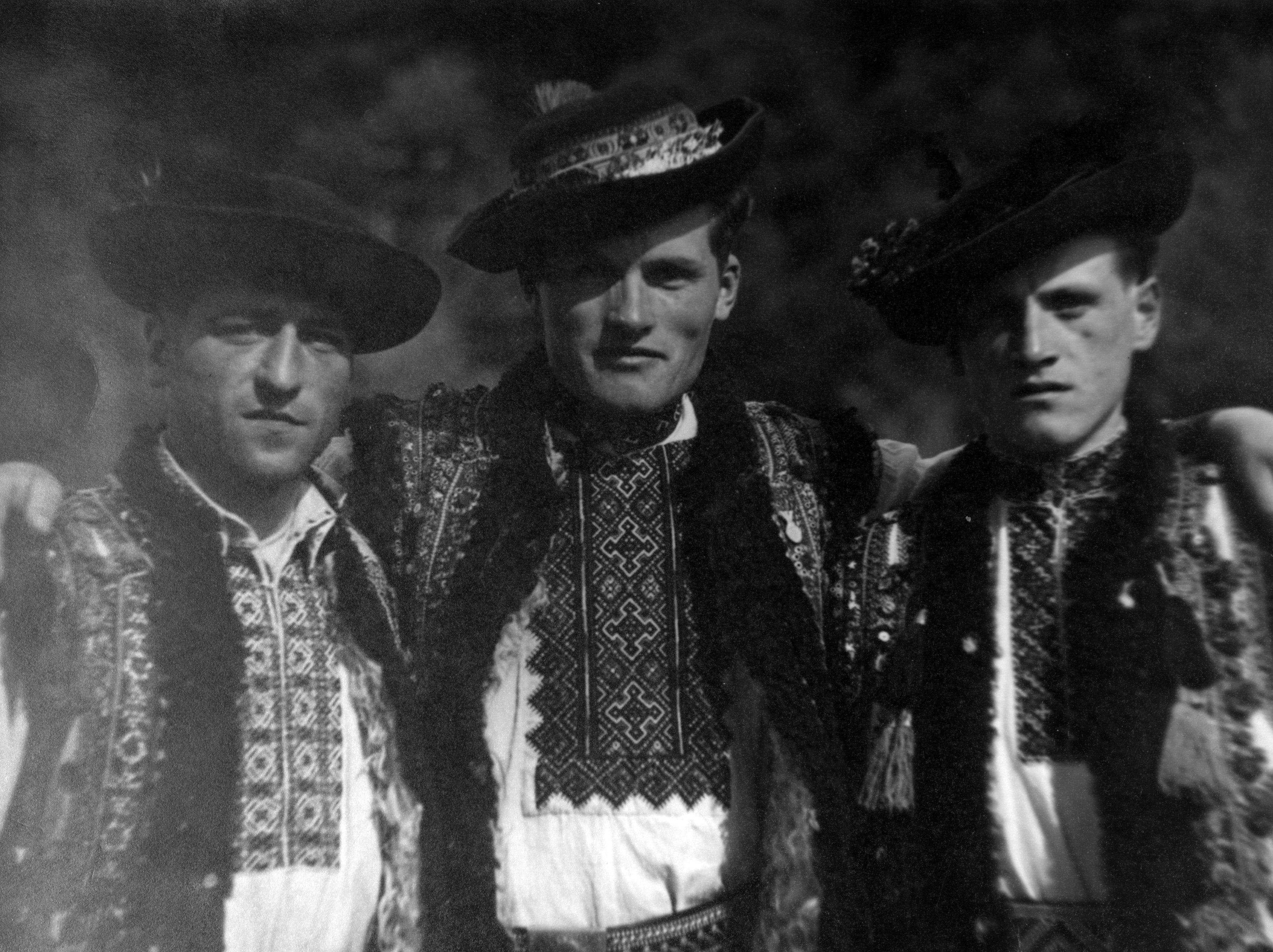
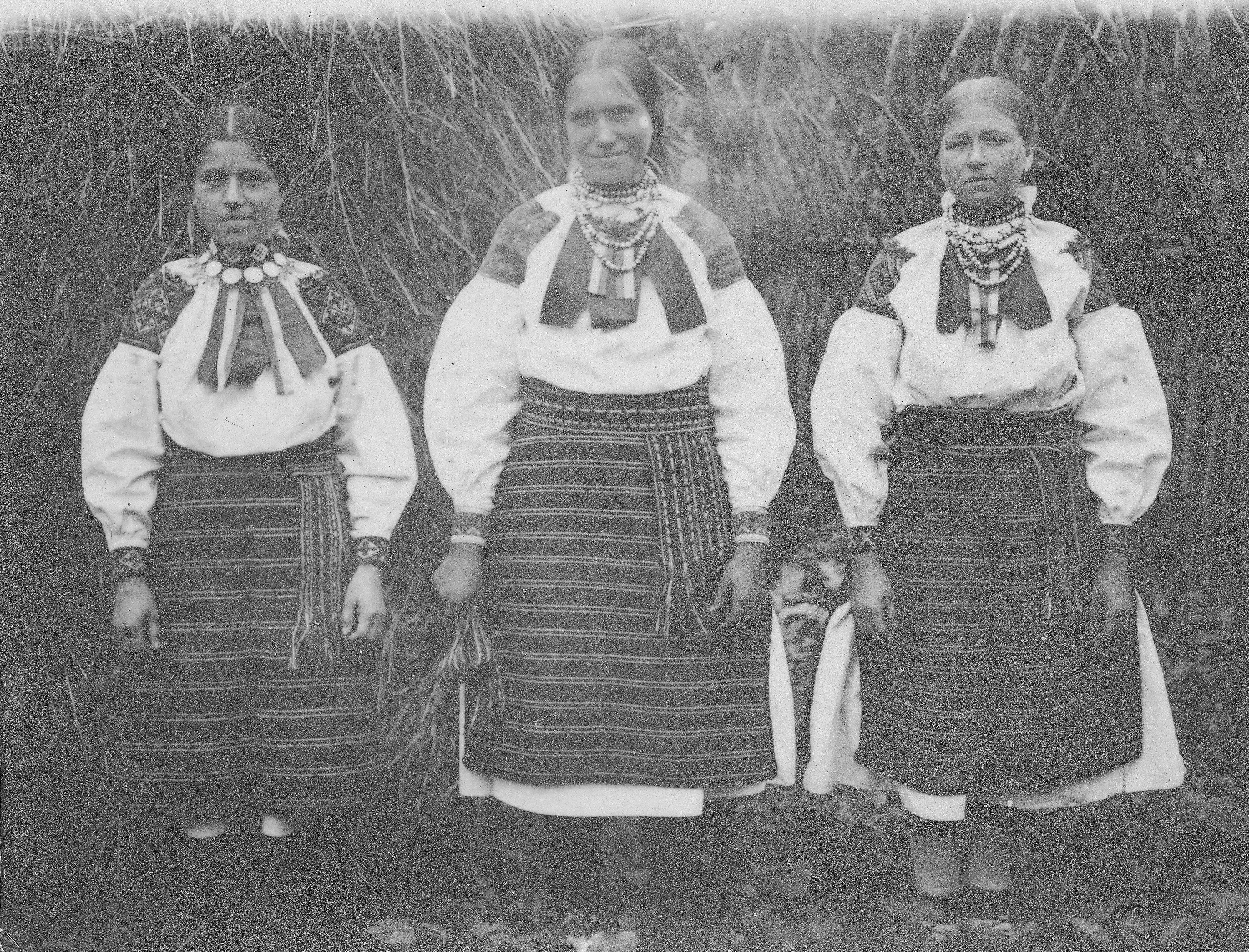
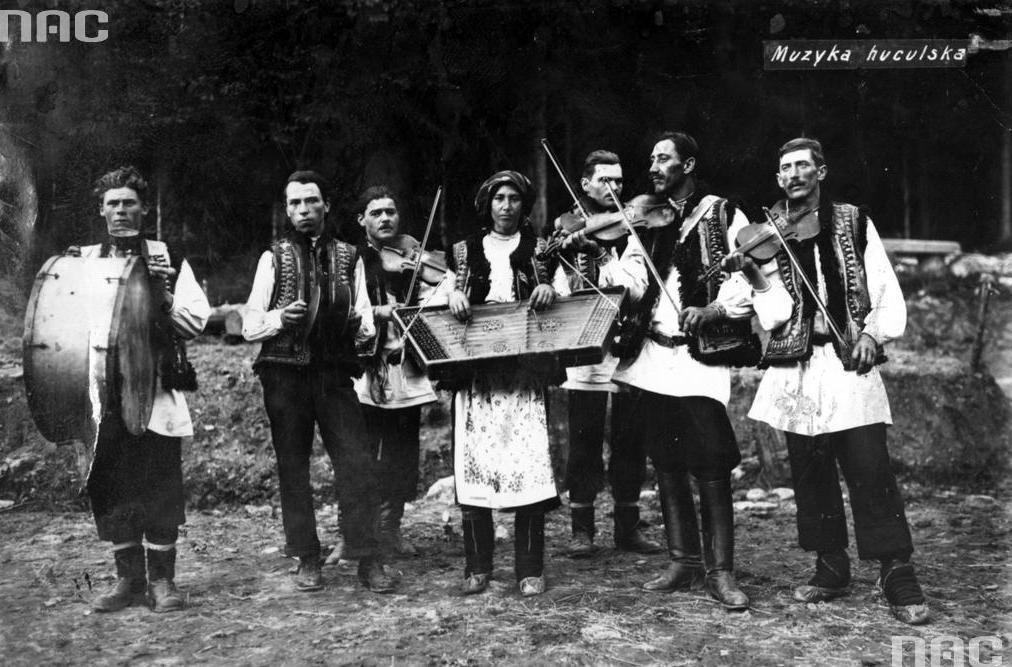
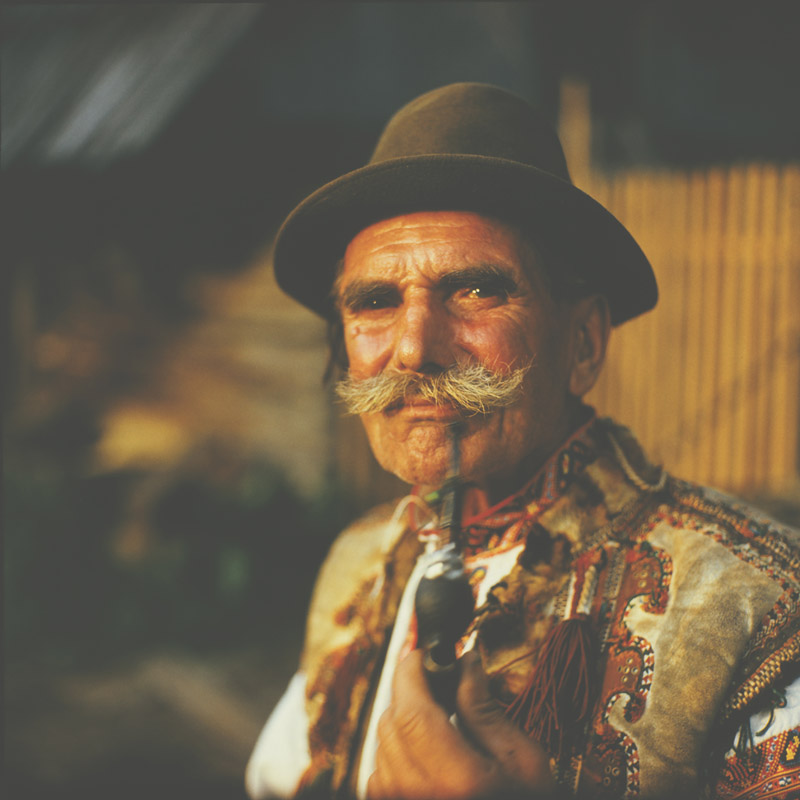

현대 후출인 사진들
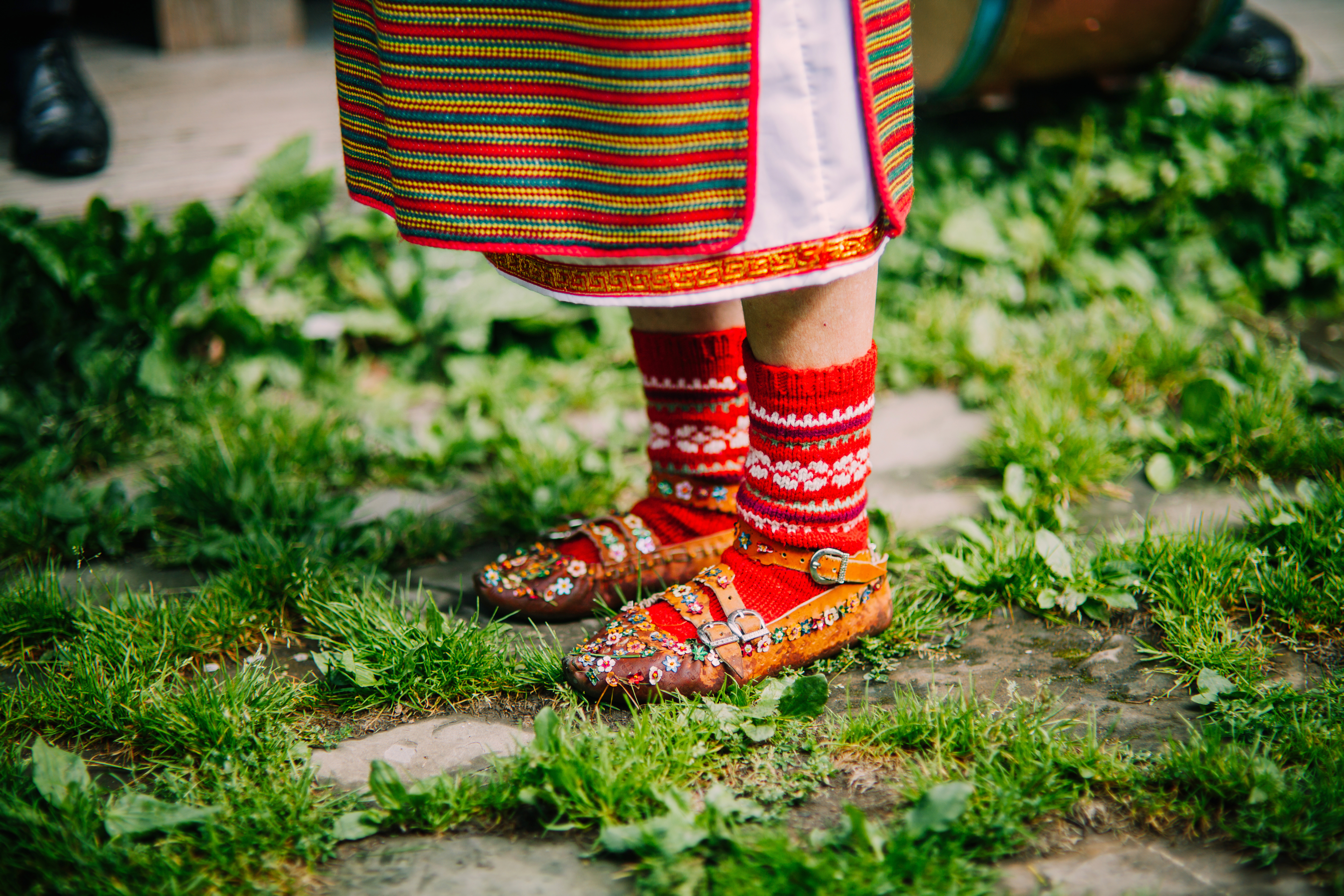
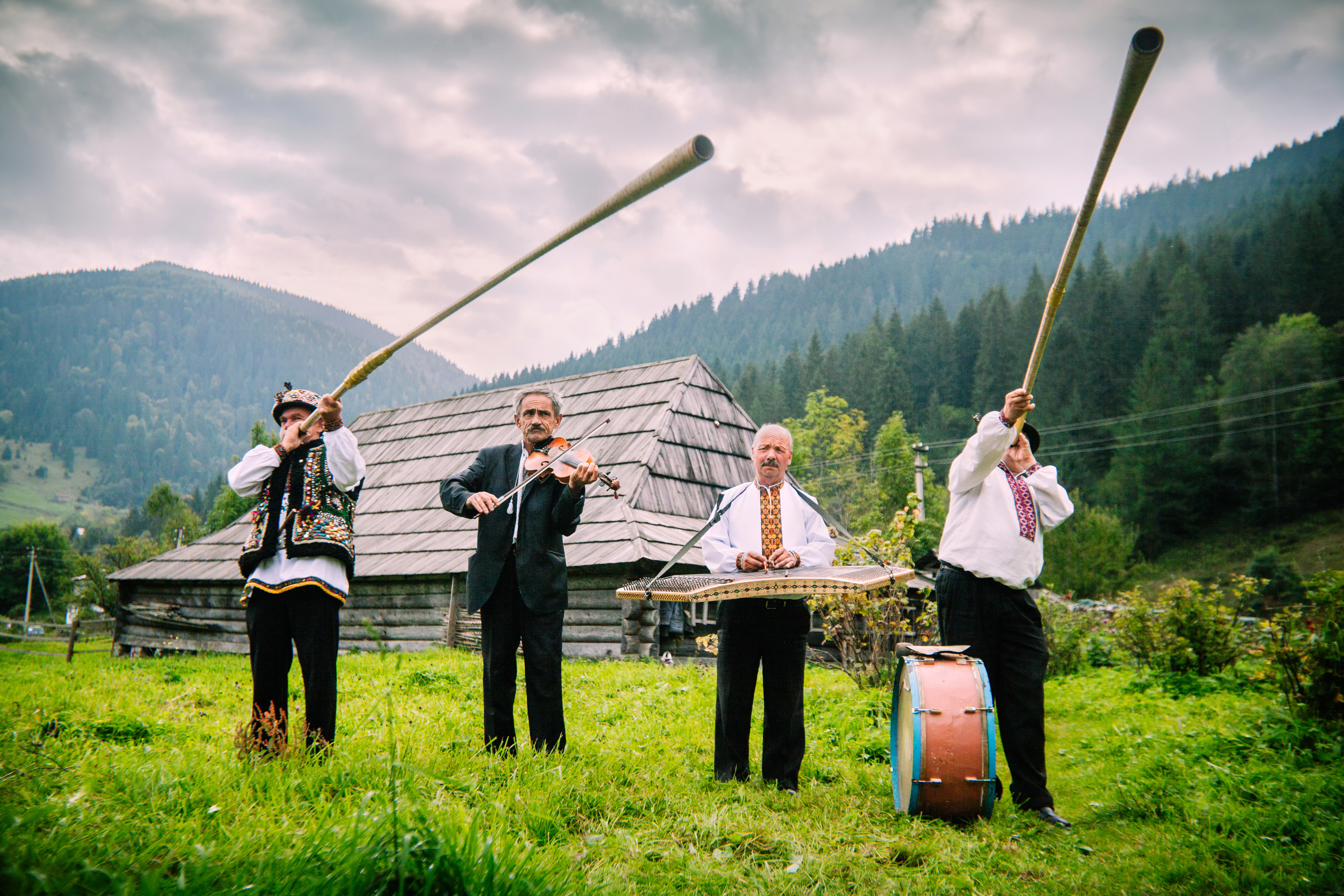
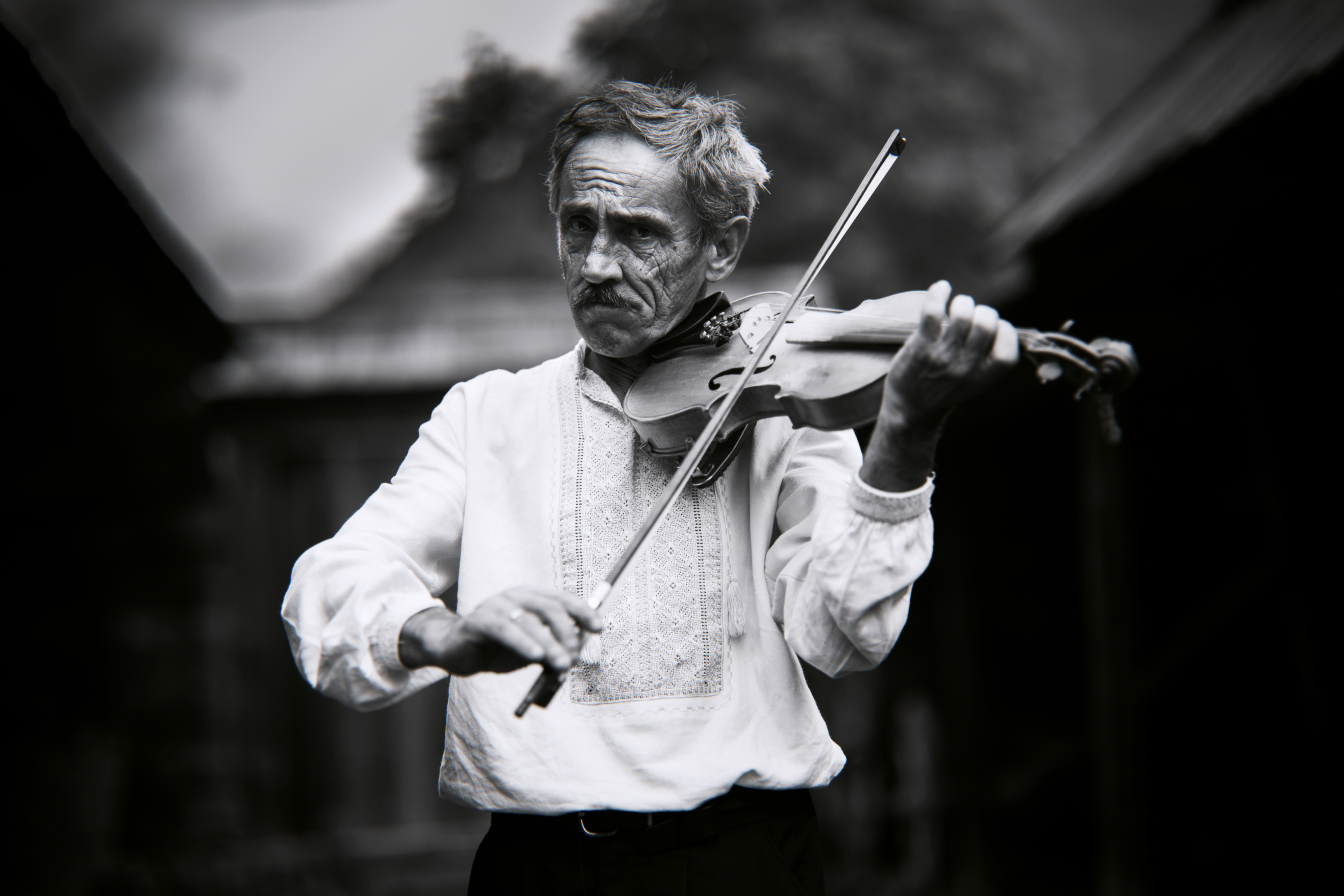
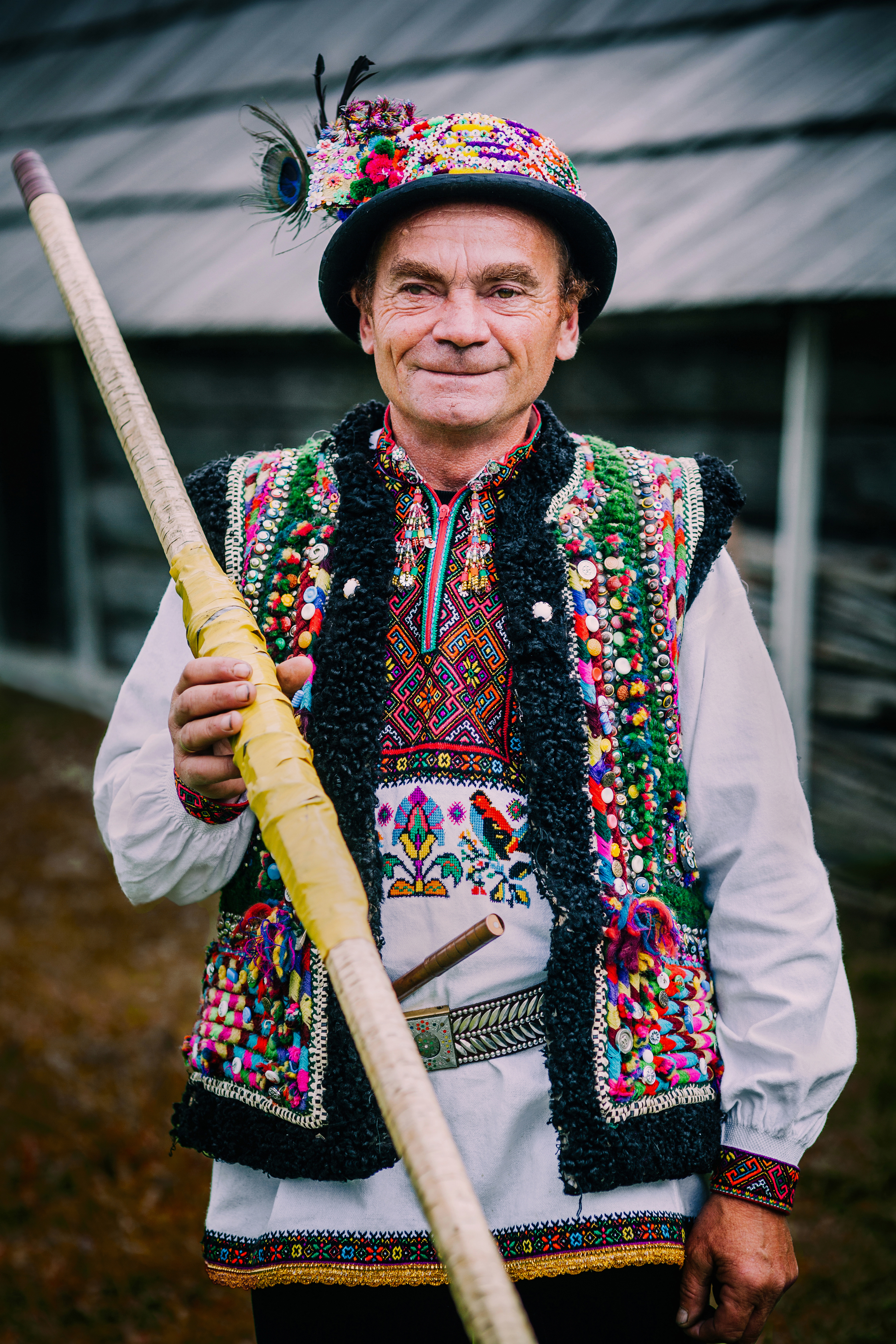
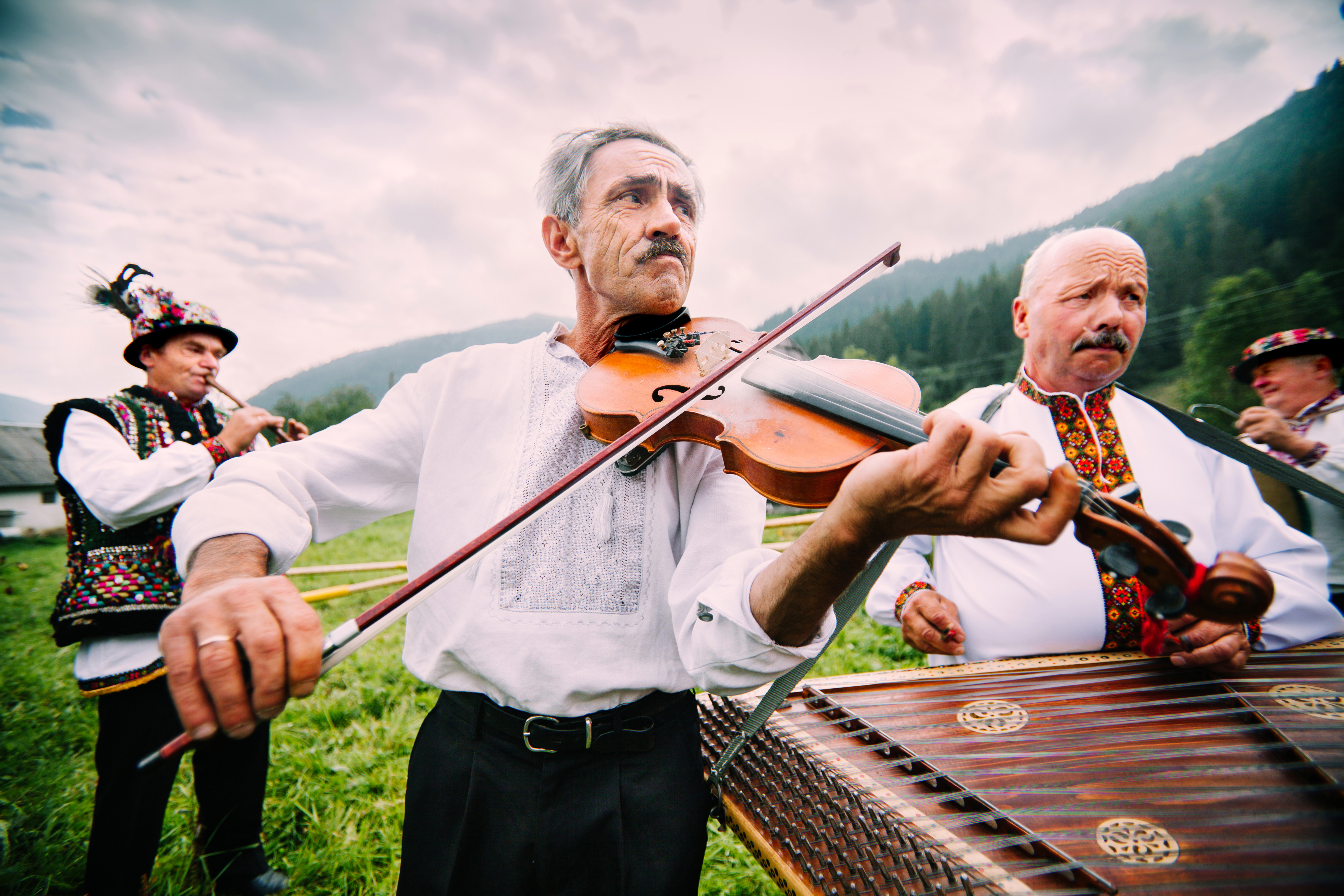

## 같이 보기
- 갈리치아